# Lijst van voetbalinterlands Mexico - Tsjecho-Slowakije
Deze lijst van voetbalinterlands is een overzicht van alle officiële voetbalwedstrijden tussen de nationale teams van Mexico en Tsjecho-Slowakije. De landen speelden in totaal twee keer tegen elkaar. De eerste ontmoeting, een vriendschappelijke wedstrijd, werd gespeeld in Ostrava op 29 april 1961. Het laatste duel, een groepswedstrijd tijdens het Wereldkampioenschap voetbal 1962, vond plaats op 7 juni 1962 in Viña del Mar (Chili).

## Wedstrijden
| № | Plaats       | Datum         | Competitie        | Wedstrijd                  | Uitslag |
| - | ------------ | ------------- | ----------------- | -------------------------- | ------- |
| 1 | Ostrava      | 29 april 1961 | Vriendschappelijk | Tsjecho-Slowakije – Mexico | 2 – 1   |
| 2 | Viña del Mar | 7 juni 1962   | WK 1962           | Mexico – Tsjecho-Slowakije | 3 – 1   |

## Samenvatting
| Competitie        | Totaal gespeeld | Winst Mexico | Gelijk | Winst Tsjecho-Slowakije | Doelsaldo Mexico – Tsjecho-Slowakije |
| ----------------- | --------------- | ------------ | ------ | ----------------------- | ------------------------------------ |
| WK-eindronde      | 1               | 1            | 0      | 0                       | 3 − 1                                |
| Vriendschappelijk | 1               | 0            | 0      | 1                       | 1 − 2                                |
| Totaal            | 2               | 1            | 0      | 1                       | 4 − 3                                |